# Il medico di campagna (film 1936)
Il medico di campagna (The Country Doctor) è un film del 1936 diretto da Henry King.

## Produzione
Il film fu prodotto dalla Twentieth Century Fox Film Corporation.

## Distribuzione
Distribuito dalla Twentieth Century Fox Film Corporation, il film venne presentato in prima a New York il 12 marzo 1936.